# گتین نوبل بنک
گتین نوبل بنک (انگلیسی: Getin Noble Bank) شرکت خدمات مالی و بانکداری لهستانی است، که در سال ۲۰۱۰ تأسیس شد.